# Conirostrum sitticolor
Conirostrum sitticolor е вид птица от семейство Тангарови (Thraupidae). Среща се в Боливия, Колумбия, Еквадор, Перу и Венецуела.

## Разпространение
Видът е разпространен в Боливия, Венецуела, Еквадор, Колумбия и Перу.